# Таричово
Таричо́во (рос. Тарычёво) — присілок у складі Ленінського міського округу Московської області, Росія.

## Історія
Присілок 1627 року заснував князь Іван Петрович Львов.

## Населення
Населення — 324 особи (2010; 165 у 2002).
Національний склад (станом на 2002 рік):
- росіяни — 89 %